# Parc national de Yala
Pour les articles homonymes, voir Yala.
Le parc national de Yala ou parc national Ruhuna est le deuxième plus grand parc national du Sri Lanka et le plus visité. Le parc est situé dans la région sud-est du pays dans la province du Sud et la province d'Uva. Le parc couvre 979 km2 et est situé à environ 300 km de Colombo. Il a été initialement désigné comme un sanctuaire de vie sauvage en 1900, et avec le parc national de Wilpattu, il fut l'un des deux premiers parcs nationaux créés au Sri Lanka en étant élevé à ce rang en 1938. Le parc est surtout connu pour sa richesse en animaux sauvages et joue un rôle important pour la conservation de l'Élephant du Sri Lanka et des oiseaux d'eau.
Il y a six parcs nationaux et trois sanctuaires de vie sauvage à proximité du parc de Yala. Le parc est situé dans la région de climat semi-aride et les précipitations tombent principalement durant la période de la mousson. Le parc national abrite une variété d'écosystèmes allant des forêts humides de mousson aux zones humides marines et d'eau douce. Le tsunami de l'océan Indien de 2004 a causé de sévères dommages au parc national de Yala, où 250 personnes ont trouvé la mort.
Yala est l'une des 70 zones importantes pour la conservation des oiseaux (ZICO) du Sri Lanka. Yala abrite 215 espèces d'oiseaux dont 6 espèces endémiques au Sri Lanka. 44 espèces de mammifères ont été recensées sur le territoire du parc, qui abrite l'une des plus grandes densités de léopards du monde. 
Le secteur a été le centre de civilisations anciennes. Deux importants sites de pèlerinage, Sithulpahuwa et Magul vihara, se trouvent dans le parc. 
Le nombre de visiteurs dans le parc s'est de nouveau accru en 2009 du fait de l'amélioration des conditions de sécurité dans le pays.

## Histoire
En 1560, le cartographe espagnol Cipriano Sanchez indiquait sur sa carte que Yala « est abandonné depuis 300 ans en raison des conditions d'insalubrité ». Le juge principal Sir Alexander Johnston a écrit en 1806 un compte rendu détaillé sur Yala après un voyage de Trincomalee à Hambantota. Le 23 mars 1900, le gouvernement a proclamé Yala et Wilpattu réserves en vertu de l'ordonnace des forêts. Initialement, l'étendue de la réserve était de 389 km2 entre les rivières Menik et Kumbukkan. À cette époque, la réserve ne portait pas le nom de Yala. La « Game Protection Society » (désormais « Wildlife and Nature Protection Society ») a joué un rôle important dans son établissement. La zone de forêt entre Palatupana et Yala a été déclarée site de chasse réservé seulement aux sportifs résidents.
Henry Engelbrecht fut le premier gardien du parc. C'était un officier Boer qui avait servi sous les ordres du général de Wet dans la seconde guerre des Boers. Capturé par les Britanniques en 1900, il fut déporté à Ceylan avec 5000 autres prisonniers de guerre. Il refusa de prêter serment d'allégeance à Édouard VII à la fin de la guerre, et ne fut donc pas autorisé à être rapatrié en Afrique du Sud. Bien qu'on lui ait accordé la liberté de circuler dans le pays, il ne pouvait obtenir sa pension que de la Kachcheri de Hambantota. Le gouverneur de Ceylan Sir Henry Arthur Blake l'a rencontré lors d'un voyage de Badulla à Hambantota, à la suite de quoi Engelbrecht obtint le poste de préfet en 1908. Il a géré le secteur de bonne façon, pris soin de la faune et pourchassé les braconniers. Néanmoins, durant la première guerre mondiale, il a été emprisonné pour avoir fourni de la viande à un croiseur allemand, le SMS Emden. Engelbrecht fut relâché après trois mois, et retourna à Hambantota. Il mourut dans la pauvreté quelques années plus tard, le 25 mars 1922. En 1931, le capitaine S. Withoift, commandant en second du navire, vint à Colombo et s'adressa au Colombo Rotary Club. Lucien Poulier, l'avocat d'Engelbrecht, lui écrivit une lettre et en reçut une en réponse, où Withoift affirmait que le navire n'avait jamais reçu de viande ni eu de lien avec Ceylan durant son trajet dans l'océan Indien.

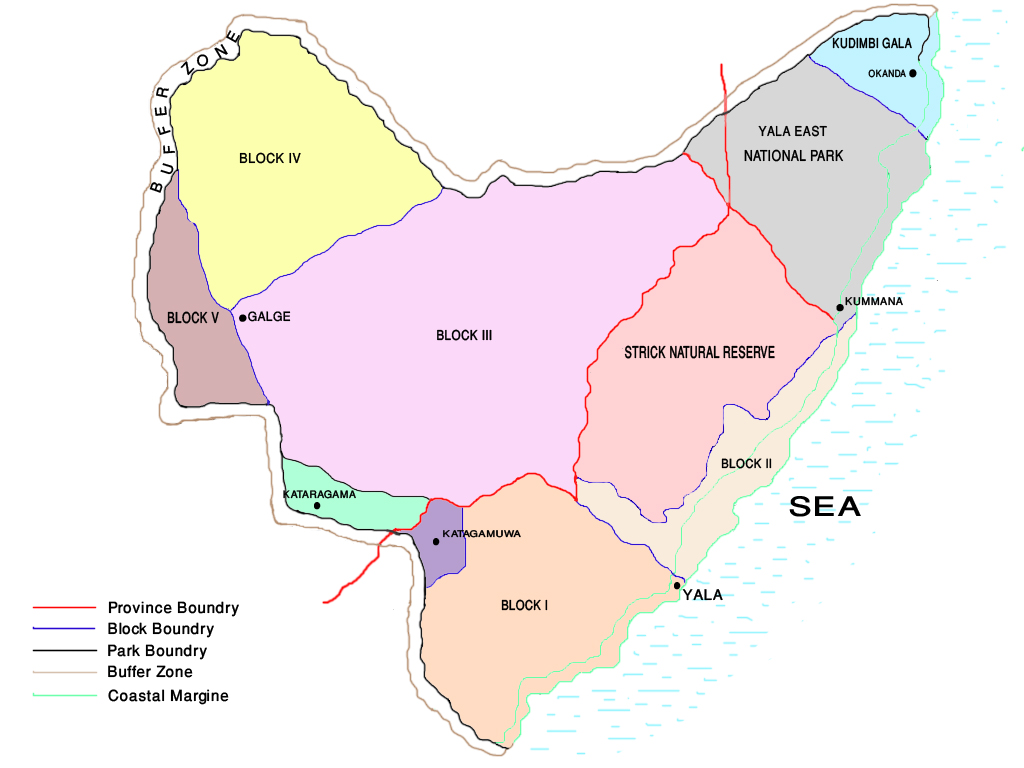
Carte du parc national de Yala.

Le 1er mars 1938, Yala devint un parc national lorsque l'ordonnance pour la protection de la flore et de la faune fut adoptée par D. S. Senanayake, ministre de l'Agriculture. Le parc est désormais constitué de cinq blocs, progressivement ajoutés à son territoire. Il y a six parcs nationaux et trois sanctuaires de vie sauvage à proximité du parc de Yala. Le parc national de Kumana, la réserve naturelle stricte de Yala et les sanctuaires de Kataragama, Katagamuwa et Nimalawa lui sont directement contigus.
| Bloc                                                 | Superficie | Date d'ajout au parc |
| ---------------------------------------------------- | ---------- | -------------------- |
| Block I                                              | 14 101 ha  | 1938                 |
| Block II                                             | 9 931 ha   | 1954                 |
| Block III                                            | 40 775 ha  | 1967                 |
| Block IV                                             | 26 418 ha  | 1969                 |
| Block V                                              | 6 656 ha   | 1973                 |
| Source : Sri Lanka Wetlands Information and Database |            |                      |

## Caractéristiques physiques

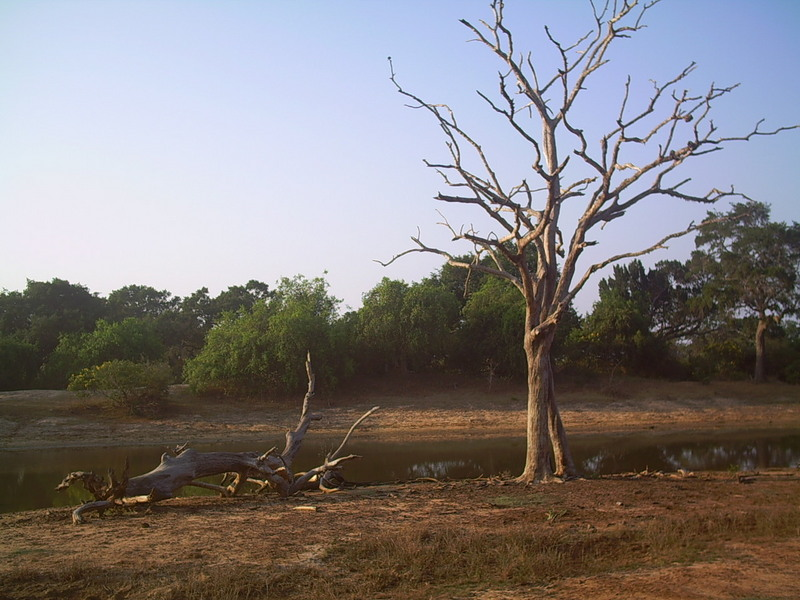
Les eaux de surface deviennent des ressources rares en période sèche

La zone de Yala est surtout composée de roches métamorphiques appartenant à l'ère Précambrienne, et classées en deux séries : les séries de Vijayan et celles des Highland. Le sol brun rougeâtre le sol gris humique sont au premier plan parmi les six types de sols présents. Yala est situé dans le bas pénéplaine du Sri Lanka, qui s'étend de Trincomalee à Hambantota. Sur le plan topographique la zone est une plaine légèrement vallonnée qui s'étend jusqu'à la côte, avec une altitude variant de 100-125 mètres jusqu'à 30 mètres sur les rivages. Le parc national est situé dans la région semi-aride du climat sec sri-lankais et les précipitations sont principalement concentrées au cours de la mousson du nord-est. Les précipitations annuelles moyennes varient entre 500 et 775 mm, tandis que les températures moyennes oscillent entre 26,4 °C en janvier et 30 °C en avril. Le vent est le plus fort à Yala durant la mousson du sud ouest, avec des vents allant de 23 km/h à 15 km/h.
L'eau est abondante après la mousson du nord est, mais durant la saison sèche, l'eau de surface devient un facteur limitant, sous forme de cours d'eau, réservoirs, mares et lagunes. Les zones capables de retenir de l'eau toute l'année sont des points d'abreuvage importants pour les éléphants. Pour de nombreux oiseaux d'eau et les  buffles les points d'eau naturels constituent des habitats de prédilection. De tels réservoirs sont en grande partie concentrés dans les blocs I et II, comme les réservoirs de Maha Seelawa, Buthawa, Uraniya, et Pilinnawa. Plusieurs rivières et cours d'eau s'écoulent en direction du sud est et prennent leur source dans les hautes terres voisines de Uva et la région des collines centrales du pays. Kumbukkan Oya à l'est et la rivière Menik et ses affluents l'ouest coulent à travers le parc, et constituent une importante source d'eau en saison sèche pour les animaux sauvages du parc, période durant laquelle la plupart des cours d'eau sont normalement à sec. Il existe une très forte variation entre les périodes sèches et pluvieuses pour le débit des cours d'eau. Durant la saison des pluies, le Kumbukkan Oya a un débit sept fois plus important que durant la saison sèche. Un certain nombre de lagunes sont situées le long des côtes du parc.
Il existe plusieurs itinéraires pour se rendre de Colombo à Yala, dont le plus court est la route passant par Ratnapura et Tissamaharama avec 270 km.

## Impact du tsunami de 2004
Le parc de Yala était situé dans l'axe direct du tsunami de l'océan indien de 2004, qui a touché le Sri Lanka 90 minutes après son apparition. Le tsunami a causé des dégâts nombreux mais localisé dans le parc, avec environ 250 victimes. La vague du tsunami qui a atteint les côtes de Yala ont été estimées à 20 mètres de hauteur, avant de s'engouffrer dans les terres par les cours d'eau côtiers. La distance d'inondation a atteint 392 à 1 490 mètres à l'intérieur des terres selon les secteurs. Les habitats naturels principalement affectés ont été les fourrés de broussailles et les prairies. Environ 5 000 ha de prairies, forêts et zones humides ont été directement touchés par le tsunami. Les images satellites ont permis d'estimer qu'environ 60 % des habitats côtiers ont été modifiés, les dégâts s'estompant en s'enfonçant dans les terres. Les paternes de déplacement de deux éléphants équipés de colliers radio-émetteurs ont été analysés à cette période. Leur étude a révélé que leur mouvements répondaient à une réaction comportementale aux indices immédiats visibles provoqués par le tsunami plutôt que par une sorte de sixième sens animal.

## Flore

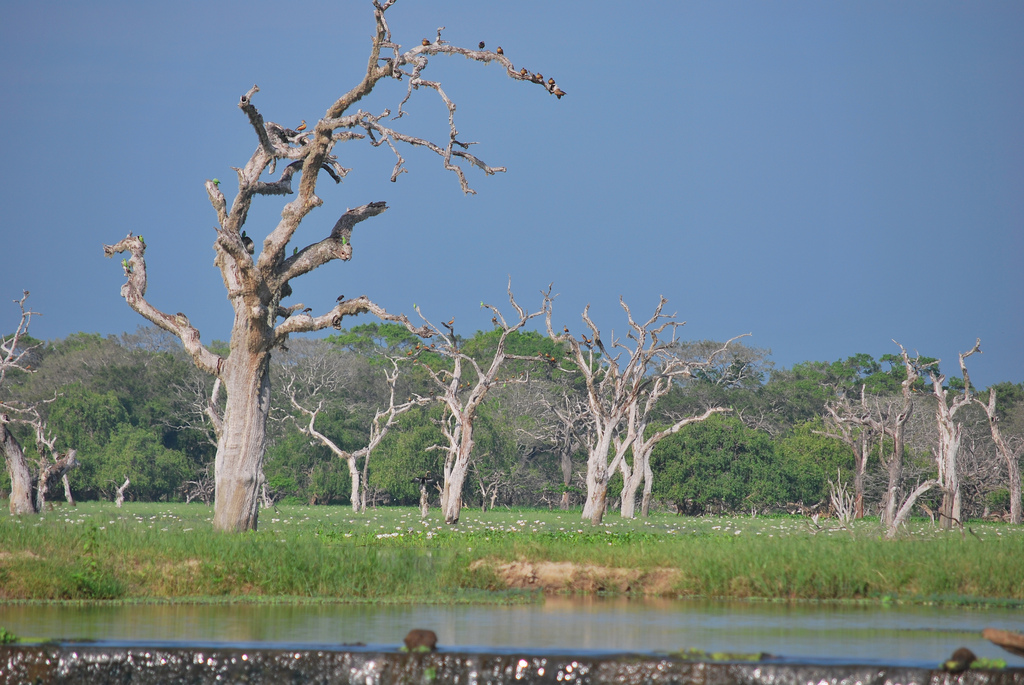
Un exemple de zone humide dans le parc national de Yala

Le parc national de Yala National Park a une variété d'écosystèmes dont les forêts tropicales humides Sri Lankaise, les forêts sempervirentes sèches sri-lankaises, les déserts et broussailles xérophytes du plateau de Deccan, les prairies, des zones humides marines et d'eau douce et des plages de sable. Le secteur boisé se compose essentiellement du bloc I et de milieux ouverts de pâturages et des prairies de Pelessa dont des prairies extensives. La zone forestière est limitée aux alentours de la rivière Menik, tandis que les zones ouvertes s'étendent en direction de la mer. Les autres types d'habitats du bloc I sont les réservoirs et trous d'eau, lagons et mangroves et des zones de culture itinérante. La végétation des mangroves dans le lagon de Buthuwa est essentiellement composée du palétuvier Rhizophora mucronata tandis que Avicennia spp. and Aegiceras spp. sont moins abondants.
La végétation du bloc II est similaire à celle du bloc I, et Yalawela, autrefois une rizière fertile, présentes désormais des prairies de Pitiya. Les mangroves du bloc II se répartissent autour de l'estuaire de la rivière Menik, d'une superficie de 100 ha. Les plantes typiques de la mangrove sont Rhizophora mucronata, Sonneratia caseolaris, Avicennia spp., Aegiceras corniculatum, Acanthus ilicifolius, Excoecaria agallocha et Lumnitzera racemosa. Les lagons de Pilinnawa, Mahapothana et Pahalapothana sont aussi situés dans ce bloc. Sur le sable nu pousse Crinum zeylanicum.
Dans les bloc III, IV et V, les forêts sont plus répandues. La canopée de la forêt contient essentiellement Drypetes sepiaria and Manilkara hexandra. Les prairies de Pitiya sont importantes pour le pâturage des animaux sauvages. Cynodon barberi est une herbe commune dans ces prairies, tandis que Zoysia matrella devient prédominant près de la plage. Parmi les 300 espèces végétales connues on trouve Manilkara hexandra, Drypetes sepiaria, Chloroxylon, Terminalia arjuna, Limonia acidissima, Berrya cordifolia, Randia dumetorum, Pleurostylia opposita, Gymnema sylvestre, Dichrostachys cinerea, le Margousier, le Figuier des banians, Salvadora persica, Schleichera oleosa, Vitex pinnata, le Jamelonier, Gmelina asiatica, Carissa ovata, Euphorbia antiquorum, et Acacia eburnea. Dans les zones saisonnièrement inondées du bloc II, on trouve une espèce sauvage de riz (Oryza sp.). Glenniea unijuga est une plante endémique qu'on rencontre autour des zones humides du parc. Munronia pumila, Salacia reticulata et Asparagus racemosus sont trois plantes médicinales.

## Faune

### Oiseaux

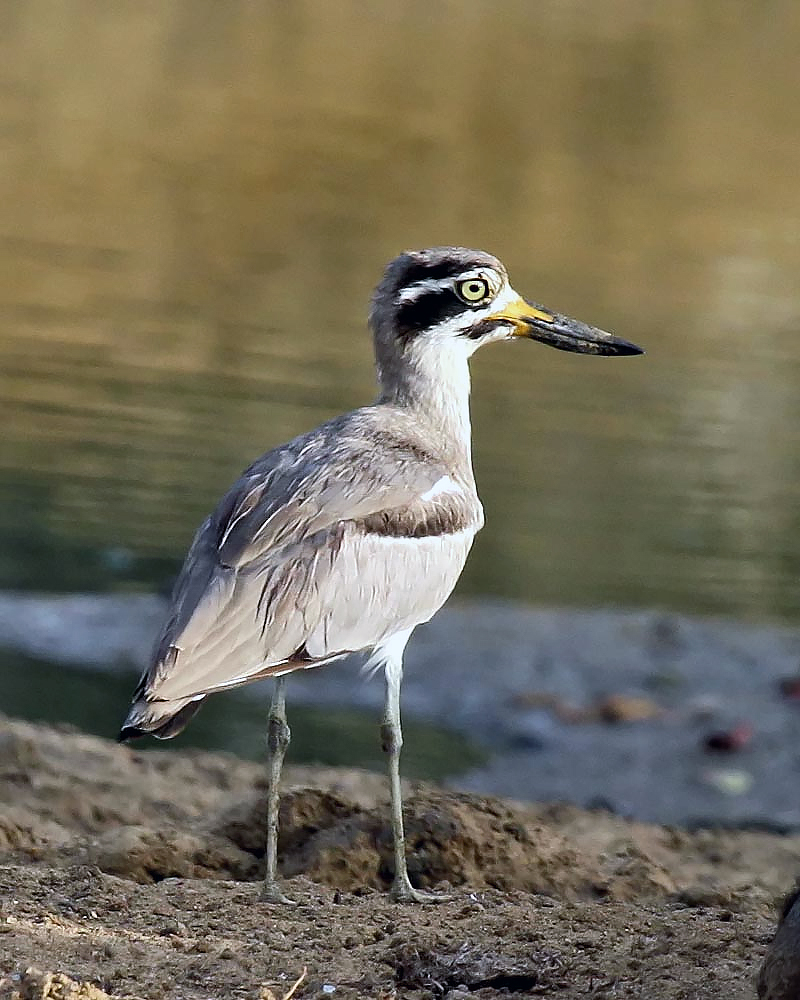
L'Œdicnème des récifs est un des oiseaux qu'on rencontre dans le parc

Yala est l'une des 70 zones importantes pour la conservation des oiseaux (ZICO) du Sri Lanka.
Des 215 espèces d'oiseaux du parc, six sont endémiques du Sri Lanka. Il s'agit du calao de Ceylan, coq de Lafayette, pigeon de Ceylan, barbu à couronne rouge, bulbul à tête noire et akalat à calotte brune. 90 espèces d'oiseaux d'eau vivent dans les zones humides de Yala et la moitié d'entre elles sont des espèces migratrices. Les sauvagines (dendrocygne siffleur, la sarcelle d'été), les cormorans (cormoran de Vieillot, cormoran à cou brun), les grands oiseaux d'eau (héron cendré, ibis à tête noire, la spatule blanche, le bec-ouvert indien, le tantale indien), des échassiers de taille moyenne tringa spp., et les petits échassiers charadrius spp. font partie des oiseaux d'eau courants dans le parc. Le jabiru d'Asie et le marabout chevelu sont des espèces rares qui peuvent être observées dans le parc. Le pélican blanc, migrateur, et le pélican à bec tacheté, nicheur, ont également été notés sur le parc. Parmi les autres oiseaux d'eau attirés par les lagons de Yala on compte le flamant nain, et les pélicans, et des espèces rares comme le héron pourpré, des hérons du genre Nycticorax, des aigrettes, la talève sultane et l'anhinga roux. Des milliers d'oiseaux aquatiques migrent vers les lagunes de Yala au cours de la mousson du nord est, comme le canard pilet, la guifette leucoptère, le courlis cendré, le courlis corlieu, les barges et le tournepierre à collier. Les espèces migratrices se mélangent aux espèces nicheuses comme le dendrocygne siffleur, le vanneau de Malabar, le vanneau indien et l'œdicnème des récifs. On rencontre également d'autres espèces d'oiseaux comme le pigeon biset, le turnix bariolé, le paon bleu, la cigogne noire, l'échasse blanche et le flamant rose. Le serpentaire bacha et le pygargue blagre sont deux espèces de rapaces du parc. Les oiseaux forestiers sont le colombar à double collier, les calaos, des muscicapidés, le tchitrec de paradis, des megalaimidés, et oriolidés.

### Mammifères

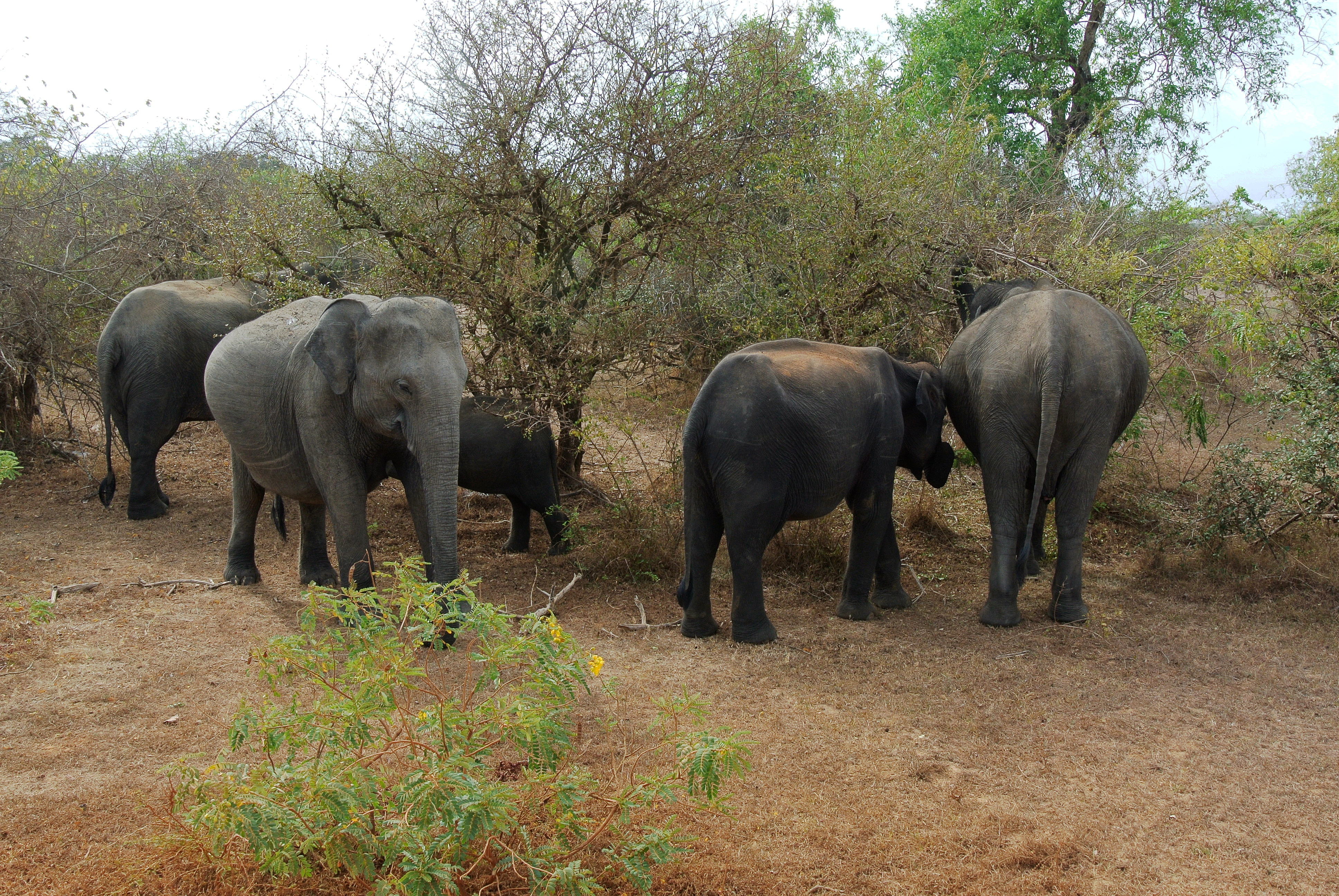
Troupeau d'éléphants en liberté dans le parc

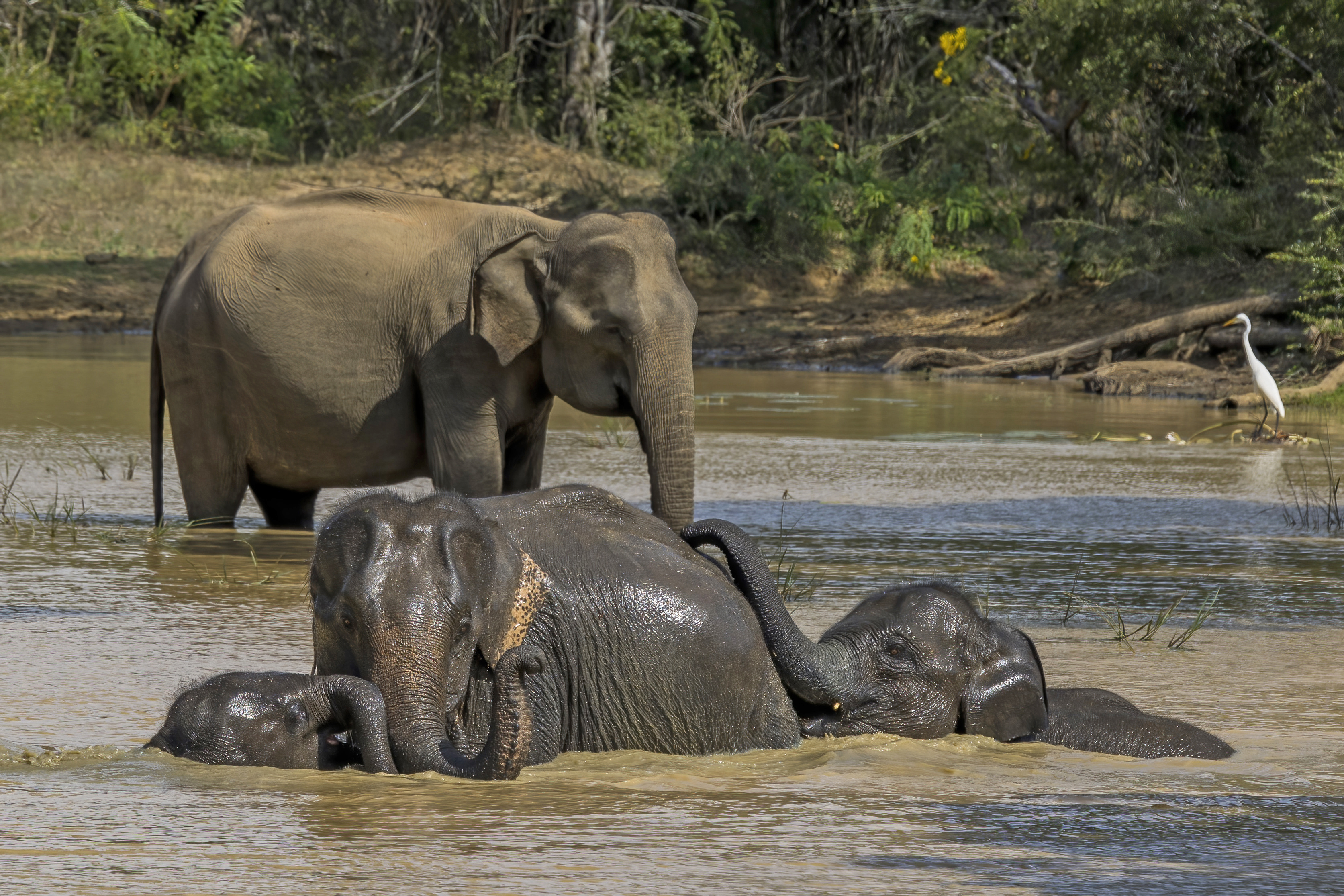
Mère et enfants éléphant d'Asie dans le parc. Février 2022.

44 espèces de mammifères résident dans le parc national de Yala, dont l'éléphant du Sri Lanka. Le parc a l'une des plus fortes densités de léopards du monde. On estime que 25 léopards fréquentent le bloc I du parc. Le troupeau d'éléphants de Yala se compose de 300 à 350 individus. La population d'éléphants du parc varie selon les saisons. L'Ours lippu du Sri Lanka, le Léopard du Sri Lanka, l'éléphant du Sri Lanka et le Buffle font partie des espèces menacées abritées par le parc de Yala. Bien que les buffles soient autochtones du Sri Lanka, la plupart des populations contiennent des gènes de bœuf domestique ou sont descendants de troupeaux sauvages. Le macaque à toque, la civette palmiste de Ceylan, le loris grêle et le chat viverrin sont d'autres espèces de mammifères que l'on voit à Yala.

### Reptiles et Amphibiens
46 espèces de reptiles sont connues sur le parc et cinq d'entre elles sont endémiques du Sri Lanka. Le krait du Sri Lanka, le Amphiesma parallelum, Chrysopelea taprobanica, le lézard à lèvres peintes et l'agame de Wiegmann sont les espèces endémiques. La ligne côtière du parc est fréquentée par les cinq espèces de tortues marines menacées de disparition (tortue luth, la tortue olivâtre, la tortue caouanne, la tortue imbriquée et la tortue verte) qui fréquentent le Sri Lanka,. Les deux espèces de crocodiles du Sri Lanka, le crocodile des marais et le crocodile marin, habitent le parc. Le cobra indien et la vipère de Russell sont parmi les autres reptiles. Il existe 18 espèces d'amphibiens qui ont été recensées à Yala, et Duttaphrynus atukoralei (aussi connu sous le nom de « crapaud de Yala ») et Adenomus kelaartii sont endémiques au Sri Lanka.

### Poissons
Dans les cours d'eau de Yala, on trouve 21 espèces de poissons d'eau douce. La population de poissons dans les réservoirs est surtout composée du poisson exotique envahissant Tilapia du Mozambique. Les poissons Garra ceylonensis et Esomus thermoicos sont des espèces endémiques. Le poisseau Puntius filamentosus, Puntius sarana, Etroplus maculatus et Lepidocephalus thermalis sont des espèces de poissons communes. Plusieurs espèces de crabes et de crevettes peuplent les lagons du parc.

### Papillons
Une grande variété de papillons se trouve à Yala : Graphium sarpedon, Papilio demoleus, Atrophaneura hector, Delias eucharis et Papilio polytes.

## Importance culturelle

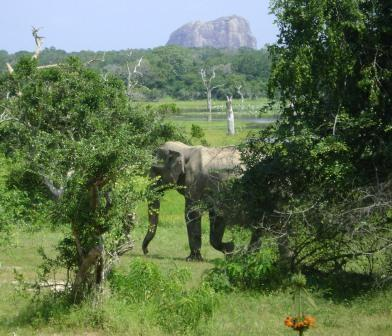
Un éléphant sauvage dans le parc de Yala.

Yala abritait autrefois des civilisations anciennes. Le roi démon Ravana a établi son royaume, Lanka, ici, avec pour limite Ravana Kotte, actuellement submergé par la mer. Des marchands venus de la mer ont apporté la civilisation indo-aryenne avec eux, Yala étant situé sur leur route commerciale. Un nombre important d'anciens réservoirs en ruine sont des preuves d'une riche civilisation agricole et hydraulique datant du Ve siècle av. J.-C.
Situlpahuwa, qui était le lieu de vie de 12 000 bouddhistes Arahant, est situé dans la zone de parc, tout comme Magul Vihara, qui fut construit en 87 av. J.-C. et Akasa Chaitiya au IIe siècle av. J.-C. L'agriculture prospéra dans la région durant la période du royaume de Ruhuna. Selon Mahavamsa, le royaume de Ruhuna a commencé à décliner vers la fin du XIIIe siècle de notre ère. À l'époque moderne, durant la période coloniale, Yala devint un terrain de chasse populaire. Yala est visité chaque année par 400 000 pèlerins.

## Menaces et conservation

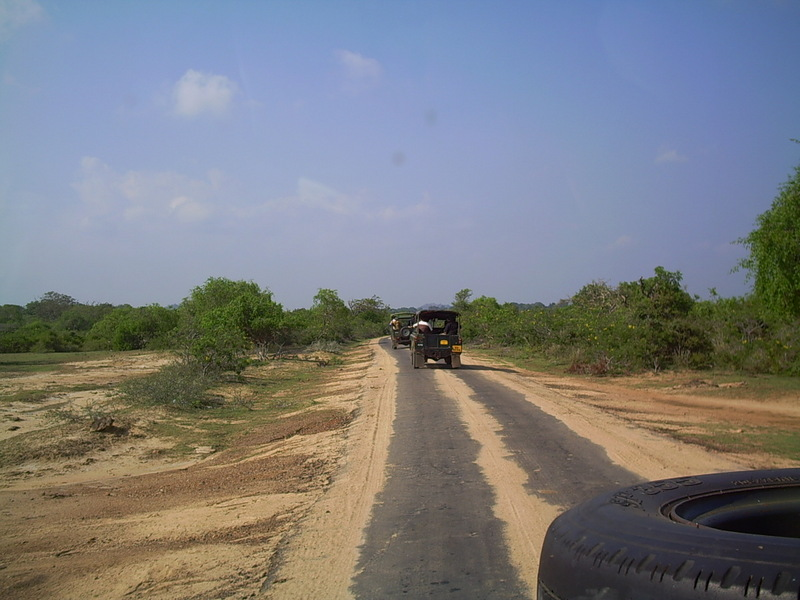
Le tourisme est à l'origine de pollutions sonores et atmosphériques dans le parc.

Le braconnage, l'exploitation minière de pierres précieuses, l'exploitation forestière, l'empiètement de l'agriculture sur les espaces naturels et les animaux d'élevage laissés en liberté entrant sont les principales menaces pour le parc. Trois gardes ont été tués dans des affrontements avec des braconniers. Les pierres précieuses sont exploitées le long du fleuve Menik et les trous créés par l'exploitation minière, qui  s'étendent jusqu'à 30 mètres de profondeur, peuvent être vus le long de la Oya Kumbukkan. Dans les blocs III et IV, l'empiétement par l'agriculture est grave car l'agriculture itinérante et le brûlis, afin de fournir des pâturages pendant la saison sèche, se heurtent à la limite du parc. Un grand bosquet de Sonneratia caseolaris est confronté au dépérissement des forêts dans l'estuaire du fleuve Menik. La culture du tabac, le bruit et la pollution de l'air causées par le tourisme incontrôlé sont d'autres questions préoccupantes pour la conservation de la nature à Yala. Le développement des espèces exotiques envahissantes comme Lantana camara, Opuntia dillenii et Chromolaena odorata menace les plantes indigènes. 
Au plus profond de la forêt, le cannabis est cultivé dans des zones défrichées. Les animaux sauvages sont braconnés et perturbés par les pêcheurs à Patanangala. Les tortues sont capturées dans des filets de pêche et des pêcheurs peu respectueux parsèment la plage de débris. L'abandon d'entretien des prairies provoque inévitablement leur enfrichement et la perte de biodiversité. Le tourisme a créé des problèmes dans le passé, comme le harcèlement des animaux sauvages par les véhicules de safari. La question est plus grave à Sithulpahuwa où des milliers de pèlerins affluent, aboutissant à un grand degré de commercialisation du secteur. Le Département de la conservation de la vie sauvage a pris quelques mesures de protection telles que la gestion des pâturages, la conservation des petits plans d'eau et l'éradication des espèces exotiques envahissantes. Une clôture électrique de 40 km de long a été érigée pour empêcher les éléphants de se déplacer dans des villages avoisinants.

## Tourisme

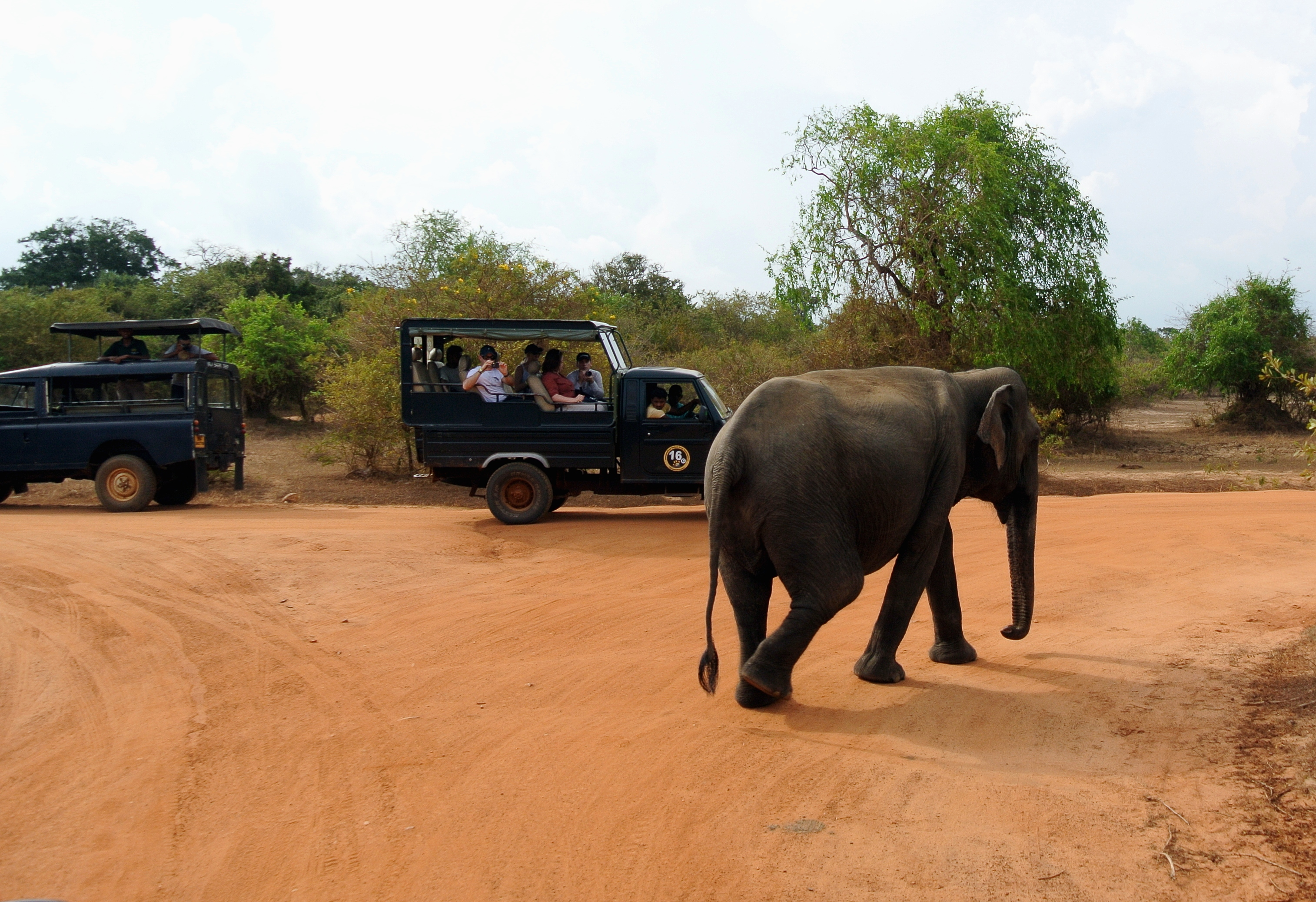
Impact du tourisme sur le parc

Le parc national de Yala est le plus visité du Sri Lanka. En 2002 environ 156 867 touristes ont visité le parc. Les étrangers, spécialement les européens, comptent pour 30 % du total des visiteurs. Le bloc I est le secteur le plus visité. La plupart affirment qu'ils viennent essentiellement pour voir des animaux sauvages, et plus particulièrement l'éléphant, mais également observer les ours, les léopards et les oiseaux. En 2000 les revenus des visiteurs, incluant les loyers des cases, était approximativement de 468 629 dollars américains. Du fait de l'aggravation des conditions de sécurité durant la guerre civile, les revenus du parc ont brutalement chuté. Le parc national de Yala était susceptible d'être menacé d'attaques terroristes. Le 17 octobre 2007 un groupe de Tigres de libération de l'Îlam tamoul (LTTE) a attaqué un détachement armé à Thalgasmankada dans le parc. L'attaque a tué six soldats de l'Armée du Sri Lanka, et un autre a été tué à la suite de l'explosion d'une mine. Le 11 juillet 2008 quatre personnes moururent dans une attaque menée par les LTTE. Les officiers tirèrent sur un bus transportant des pèlerins à Kataragama. De janvier à juin 2008, 9 078 touristes locaux et 7 532 étrangers ont visité le parc de Yala. Pour la même période en 2009 les entrées ont augmenté à 18 031 locaux et 10 439 étrangers. Les revenus du parc se sont accrus de 16,6 millions de roupies (154 000 dollars) en 2008 à 27 millions de roupies (235 000 dollars) en 2009. Les visiteurs sont autorisés à voir les animaux sauvages de 5:30 du matin à 6:30 du soir. Du fait des sécheresses le parc est fermé aux touristes du 1er septembre au 15 octobre chaque année.